# برونو فوچز (بازیکن فوتبال)
برونو فوچز (انگلیسی: Bruno Fuchs) (زادهٔ ۱ آوریل ۱۹۹۹) بازیکن فوتبال اهل برزیل است. 
از باشگاه‌هایی که در آنها بازی کرده‌است می‌توان به باشگاه ورزشی اینترناسیونال اشاره کرد.
وی همچنین در تیم ملی فوتبال زیر ۲۳ سال برزیل بازی کرده است.